# Praxedis Hug-Rütti

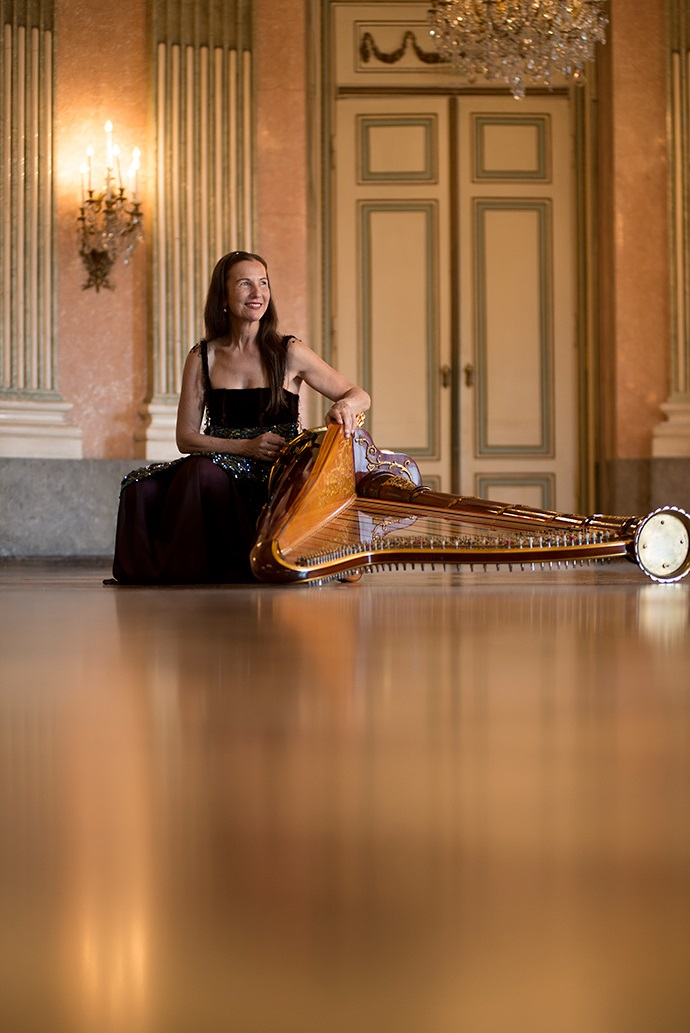
Praxedis Hug-Rütti (2015)

Praxedis Hug-Rütti (* 1958 in Zug) ist eine Schweizer Harfenistin. Sie bildet mit ihrer Tochter, der Pianistin Praxedis Geneviève Hug, das Duo Praxedis.

## Leben
Hug-Rütti studierte Harfe bei Maria Curzio in London und bei Emmy Hürlimann, der ehemaligen Soloharfenistin der Tonhalle Zürich. Anschließend schloss sie 1978 mit Diplom am Konservatorium in Zürich ab und führte das Studium in England weiter.
Zwischen 1974 und 1979 konzertierte sie als Pianistin. Seit 1982 tritt sie international als Harfenistin solistisch und in verschiedenen Ensembles im In- und Ausland auf, u. a. konzertierte sie zusammen 1985 mit den Festival Strings Lucerne an den Luzerner Musikfestwochen. Verschiedene Auftritte hatte sie bei bekannten Festivals wie dem Engadin-Festival (2013), dem Gstaad Menuhin Festival (2014) und den Esterhazy-Musiktagen im Schloss Esterhazy (2011).
Seit 2009 gibt sie, zusammen mit Praxedis Geneviève Hug, unter dem Namen Duo Praxedis (Harfe/Klavier), Konzerte im In- und Ausland und lenken somit Interesse von der internationalen Presse auf sich. Das letzte Album des Duos 'original Classics' erschien 2015 und wurde von Print und Online Magazinen rezensiert, u. a. von Concerti, dem online Blog HarpColumn oder Planet Hugill.

## Diskographie
- 2015: Original Classics, paladino music
- 2014: Brahms. 21 Hungarian Dances, paladino music
- 2014: Alleluja, Tudor Records
- 2014: Sound of Zurich, Guildmusic
- 2013: Romantik und Avantgarde, Unit Records
- 2013: Carl Rütti: Works for Piano and Harp, Guildmusic
- 1999: Guter Mond, Tudor Records
- 1996: Rütti: Verena die Quelle, Herald Records
- 1995: Ave Maria, Tudor Records